# Fußballclub Carl Zeiss Jena 1992-1993
Questa voce raccoglie le informazioni riguardanti il Fußballclub Carl Zeiss Jena nelle competizioni ufficiali della stagione 1992-1993.

## Stagione
Nella stagione 1992-1993 il Carl Zeiss Jena, allenato da Reiner Hollmann, concluse il campionato di 2. Bundesliga all'8º posto. In Coppa di Germania il Carl Zeiss Jena fu eliminato ai quarti di finale dal Bayer Leverkusen.

## Rosa
| N. |                        | Ruolo | Calciatore       |
| -- | ---------------------- | ----- | ---------------- |
|    | Germania (bandiera)    | P     | Perry Bräutigam  |
|    | Germania (bandiera)    | P     | Jens Weißgärber  |
|    | Germania (bandiera)    | D     | Danny Bach       |
|    | Germania (bandiera)    | D     | Udo Fankhänel    |
|    | Germania (bandiera)    | D     | Jens Gerlach     |
|    | Germania (bandiera)    | D     | Thomas Ludwig    |
|    | Germania (bandiera)    | D     | Michael Molata   |
|    | Germania (bandiera)    | D     | Jens-Uwe Penzel  |
|    | Germania (bandiera)    | D     | Christian Preuße |
|    | Germania (bandiera)    | D     | Uwe Szangolies   |
|    | Germania (bandiera)    | D     | Matthias Wentzel |
|    | Stati Uniti (bandiera) | C     | Brian Bliss      |
|    | Germania (bandiera)    | C     | Jörg Böhme       |
|    | Croazia (bandiera)     | C     | Dragutin Čelić   |

| N. |                     | Ruolo | Calciatore         |
| -- | ------------------- | ----- | ------------------ |
|    | Germania (bandiera) | C     | Frank Eschler      |
|    | Germania (bandiera) | C     | Olaf Holetschek    |
|    | Germania (bandiera) | C     | Marco Kämpfe       |
|    | Germania (bandiera) | C     | Jürgen Raab        |
|    | Germania (bandiera) | C     | Mario Röser        |
|    | Germania (bandiera) | C     | Bernd Schneider    |
|    | Germania (bandiera) | C     | Olaf Schreiber     |
|    | Germania (bandiera) | C     | Axel Wittke        |
|    | Nigeria (bandiera)  | A     | Jonathan Akpoborie |
|    | Germania (bandiera) | A     | Carsten Klee       |
|    | Germania (bandiera) | A     | Timo Löhnert       |
|    | Germania (bandiera) | A     | Heiko Weber        |
|    | Germania (bandiera) | A     | Mark Zimmermann    |

## Organigramma societario
Area tecnica
- Allenatore: Reiner Hollmann
- Allenatore in seconda:
- Preparatore dei portieri:
- Preparatori atletici:

## Calciomercato

### Sessione estiva
| Acquisti | Acquisti           | Acquisti                   | Acquisti |
| R.       | Nome               | da                         | Modalità |
| -------- | ------------------ | -------------------------- | -------- |
| A        | Jonathan Akpoborie | Saarbrücken                |          |
| C        | Brian Bliss        | Chemnitz                   |          |
| C        | Dragutin Čelić     | Hertha Berlino             |          |
| A        | Mark Zimmermann    | Carl Zeiss Jena (juniores) |          |

| Cessioni | Cessioni           | Cessioni  | Cessioni |
| R.       | Nome               | a         | Modalità |
| -------- | ------------------ | --------- | -------- |
| D        | Günther Baerhausen | Darmstadt |          |
| C        | Steffen Ziffert    | Sciaffusa |          |

### Sessione invernale
| Acquisti | Acquisti | Acquisti | Acquisti |
| R.       | Nome     | da       | Modalità |
| -------- | -------- | -------- | -------- |

| Cessioni | Cessioni | Cessioni | Cessioni |
| R.       | Nome     | a        | Modalità |
| -------- | -------- | -------- | -------- |

## Risultati

### 2. Bundesliga

#### Girone di andata
| Arbitro: | Boos |

|            |           |                         |
| García 68’ | Marcatori | 51’ Raab 53’ Holetschek |

| Arbitro: | Fröhlich |

|                          |           |            |
| Schreiber 30’ Wittke 86’ | Marcatori | 59’ Kubala |

| Arbitro: | Leimert |

|                          |           |                     |
| Winter 41’ Hutwelker 63’ | Marcatori | 16’, 72’ Szangolies |

| Arbitro: | Brandt-Chollé |

|                        |           |  |
| Akpoborie 37’ Raab 45’ | Marcatori |  |

| Arbitro: | Domurat |

|  |           |                         |
|  | Marcatori | 7’ Akpoborie 44’ Wittke |

| Arbitro: | Mölm |

|                    |           |             |
| Akpoborie 31’, 78’ | Marcatori | 18’ Palumbo |

| Arbitro: | Scheuerer |

|                               |           |             |
| Zeyer 11’ Braun 48’ Burić 58’ | Marcatori | 52’ Gerlach |

| Arbitro: | Heynemann |

|               |           |                           |
| Schreiber 34’ | Marcatori | 73’ Reich 87’ Frąckiewicz |

| Arbitro: | Frey |

|              |           |  |
| Zweigler 84’ | Marcatori |  |

| Arbitro: | Müller |

|                                           |           |  |
| Wittke 6’, 27’ Holetschek 62’ Löhnert 89’ | Marcatori |  |

| Arbitro: | Jansen |

|                                |           |  |
| Sundermann 54’ Đelmaš 60’, 75’ | Marcatori |  |

| Arbitro: | Schmidhuber |

|                                      |           |                |
| Kirsten 44’ Hecker 54’ Nachtweih 90’ | Marcatori | 79’ Szangolies |

| Arbitro: | Ziller |

|                                        |           |             |
| Molata 6’ Schreiber 51’ Holetschek 57’ | Marcatori | 21’ Zampach |

| Arbitro: | Schmidt |

|           |           |          |
| Seitz 71’ | Marcatori | 34’ Klee |

| Arbitro: | Assenmacher |

|  |           |            |
|  | Marcatori | 84’ Thoben |

| Arbitro: | Krug |

|            |           |  |
| Hubner 47’ | Marcatori |  |

| Arbitro: | Strigel |

|               |           |  |
| Akpoborie 74’ | Marcatori |  |

| Arbitro: | Schäfer |

|                       |           |                             |
| Gries 20’ Demandt 27’ | Marcatori | 23’, 77’ Akpoborie 55’ Klee |

| Jena 23 ottobre 1992, ore 19:30 CET 19ª giornata | Carl Zeiss Jena | 0 – 0 referto | Darmstadt | Ernst-Abbe-Sportfeld (3 303 spett.)\| Arbitro: \| Heynemann \| |
| Arbitro:                                         | Heynemann       |               |           |                                                                |

| Arbitro: | Pohlmann |

|                             |           |                                  |
| Aden 56’, 60’ Pfannkuch 65’ | Marcatori | 11’, 64’ Akpoborie 42’ Schreiber |

| Arbitro: | Kasper |

|  |           |            |
|  | Marcatori | 17’ Hobsch |

| Arbitro: | Zerr |

|                       |           |                            |
| Tönnies 13’ Pusch 43’ | Marcatori | 3’ Schreiber 48’ Akpoborie |

| Arbitro: | Albrecht |

|               |           |                      |
| Akpoborie 13’ | Marcatori | 4’ Deffke 9’ Brandts |

#### Girone di ritorno
| Arbitro: | Mölm |

|           |           |           |
| Weber 48’ | Marcatori | 43’ Braun |

| Arbitro: | Harder |

|  |           |            |
|  | Marcatori | 14’ Molata |

| Arbitro: | Schäfer |

|            |           |  |
| Molata 88’ | Marcatori |  |

| Arbitro: | Schmidt |

|             |           |                                         |
| Hofmann 83’ | Marcatori | 12’ Holetschek 44’ Molata 71’ Schreiber |

| Arbitro: | Brandauer |

|                                                           |           |                |
| Szangolies 42’ Akpoborie 56’, 58’, 66’, 74’ Schreiber 63’ | Marcatori | 6’, 76’ Drulák |

| Arbitro: | Buchhart |

|           |           |               |
| Shala 75’ | Marcatori | 14’ Akpoborie |

| Arbitro: | Willems |

|                |           |          |
| Holetschek 16’ | Marcatori | 1’ Berry |

| Arbitro: | Jansen |

|                         |           |               |
| Fincke 23’ Ballwanz 87’ | Marcatori | 20’ Schreiber |

| Jena 20 marzo 1993, ore 15:30 CET 32ª giornata | Carl Zeiss Jena | 0 – 0 referto | Chemnitz | Ernst-Abbe-Sportfeld (3 900 spett.)\| Arbitro: \| Werthmann \| |
| Arbitro:                                       | Werthmann       |               |          |                                                                |

| Arbitro: | Lange |

|                      |           |  |
| Pröpper 62’ Putz 68’ | Marcatori |  |

| Arbitro: | Schmidt |

|          |           |              |
| Klee 16’ | Marcatori | 54’ Barbarez |

| Arbitro: | Dellwing |

|           |           |  |
| Röser 45’ | Marcatori |  |

| Arbitro: | Zerr |

|                      |           |  |
| Wagner 33’ Hayer 74’ | Marcatori |  |

| Arbitro: | Fischer |

|                         |           |                  |
| Holetschek 6’ Weber 61’ | Marcatori | 31’, 55’ Schmidt |

| Arbitro: | Osmers |

|            |           |               |
| Helmer 40’ | Marcatori | 8’, 32’ Weber |

| Arbitro: | Prengel |

|                      |           |            |
| Weber 26’ Molata 37’ | Marcatori | 66’ Hubner |

| Arbitro: | Frey |

|          |           |  |
| Hjelm 3’ | Marcatori |  |

| Arbitro: | Stenzel |

|          |           |              |
| Klee 27’ | Marcatori | 49’ Lünsmann |

| Arbitro: | Aust |

|                                   |           |                    |
| Simon 24’ Bonchev 65’ Gutzler 71’ | Marcatori | 4’ Molata 27’ Klee |

| Arbitro: | Funken |

|                          |           |                 |
| Schreiber 30’ Wittke 90’ | Marcatori | 66’ Buchheister |

| Arbitro: | Kuhne |

|                                  |           |  |
| Bittencourt 53’, 62’ Däbritz 63’ | Marcatori |  |

| Arbitro: | Wiesel |

|                                        |           |           |
| Szangolies 42’ Akpoborie 70’ Weber 76’ | Marcatori | 37’ Klein |

| Arbitro: | Wittke |

|               |           |                |
| Schneider 58’ | Marcatori | 16’, 68’ Weber |

### Coppa di Germania
| Arbitro: | Mölm |

|                        |           |              |
| Klee 24’ Akpoborie 90’ | Marcatori | 89’ Savichev |

| Arbitro: | Fux |

|                  |           |                                 |
| Klostermeier 46’ | Marcatori | 2’ Klee 33’ Bliss 65’ Fankhänel |

| Arbitro: | Osmers |

|                                        |           |                             |
| Löhnert 86’ Wittke 103’ Schreiber 105’ | Marcatori | 39’ Azzouzi 116’ Struckmann |

| Arbitro: | Stenzel |

|  |           |               |
|  | Marcatori | 29’, 80’ Thom |

## Statistiche

### Statistiche di squadra
| Competizione      | Punti | In casa | In casa | In casa | In casa | In casa | In casa | In trasferta | In trasferta | In trasferta | In trasferta | In trasferta | In trasferta | Totale | Totale | Totale | Totale | Totale | Totale | DR |
| Competizione      | Punti | G       | V       | N       | P       | Gf      | Gs      | G            | V            | N            | P            | Gf           | Gs           | G      | V      | N      | P      | Gf     | Gs     | DR |
| ----------------- | ----- | ------- | ------- | ------- | ------- | ------- | ------- | ------------ | ------------ | ------------ | ------------ | ------------ | ------------ | ------ | ------ | ------ | ------ | ------ | ------ | -- |
| 2. Bundesliga     | 50    | 23      | 12      | 7       | 4       | 37      | 20      | 23           | 7            | 5            | 11           | 29           | 39           | 46     | 19     | 12     | 15     | 66     | 59     | +7 |
| Coppa di Germania | -     | 3       | 2       | 0       | 1       | 5       | 5       | 1            | 1            | 0            | 0            | 3            | 1            | 4      | 3      | 0      | 1      | 8      | 6      | +2 |
| Totale            | 50    | 26      | 14      | 7       | 5       | 42      | 25      | 24           | 8            | 5            | 11           | 32           | 40           | 50     | 22     | 12     | 16     | 74     | 65     | +9 |

### Andamento in campionato
| Giornata  | 1 | 2 | 3 | 4 | 5 | 6 | 7 | 8 | 9 | 10 | 11 | 12 | 13 | 14 | 15 | 16 | 17 | 18 | 19 | 20 | 21 | 22 | 23 | 24 | 25 | 26 | 27 | 28 | 29 | 30 | 31 | 32 | 33 | 34 | 35 | 36 | 37 | 38 | 39 | 40 | 41 | 42 | 43 | 44 | 45 | 46 |
| --------- | - | - | - | - | - | - | - | - | - | -- | -- | -- | -- | -- | -- | -- | -- | -- | -- | -- | -- | -- | -- | -- | -- | -- | -- | -- | -- | -- | -- | -- | -- | -- | -- | -- | -- | -- | -- | -- | -- | -- | -- | -- | -- | -- |
| Luogo     | T | C | T | C | T | C | T | C | T | C  | T  | T  | C  | T  | C  | T  | C  | T  | C  | T  | C  | T  | C  | C  | T  | C  | T  | C  | T  | C  | T  | C  | T  | C  | C  | T  | C  | T  | C  | T  | C  | T  | C  | T  | C  | T  |
| Risultato | V | V | N | V | V | V | P | P | P | V  | P  | P  | V  | N  | P  | P  | V  | V  | N  | N  | P  | N  | P  | N  | V  | V  | V  | V  | N  | N  | P  | N  | P  | N  | V  | P  | N  | V  | V  | P  | N  | P  | V  | P  | V  | V  |
| Posizione | 4 | 2 | 5 | 1 | 1 | 1 | 3 | 3 | 8 | 5  | 7  | 9  | 7  | 6  | 11 | 11 | 10 | 9  | 9  | 8  | 10 | 10 | 11 | 10 | 9  | 9  | 7  | 6  | 6  | 6  | 7  | 7  | 8  | 8  | 8  | 8  | 9  | 8  | 7  | 7  | 8  | 8  | 8  | 8  | 8  | 8  |

Legenda:

Luogo: C = Casa; T = Trasferta. Risultato: V = Vittoria; N = Pareggio; P = Sconfitta.

### Statistiche dei giocatori
| Giocatore     | 2. Bundesliga | 2. Bundesliga | 2. Bundesliga | 2. Bundesliga | Coppa di Germania | Coppa di Germania | Coppa di Germania | Coppa di Germania | Totale   | Totale | Totale      | Totale     |
| Giocatore     | Presenze      | Reti          | Ammonizioni   | Espulsioni    | Presenze          | Reti              | Ammonizioni       | Espulsioni        | Presenze | Reti   | Ammonizioni | Espulsioni |
| ------------- | ------------- | ------------- | ------------- | ------------- | ----------------- | ----------------- | ----------------- | ----------------- | -------- | ------ | ----------- | ---------- |
| J. Akpoborie  | 40            | 17            | 8             | 0             | 3                 | 1                 | 1                 | 0                 | 43       | 18     | 9           | 0          |
| D. Bach       | 2             | 0             | 0             | 0             | 0                 | 0                 | 0                 | 0                 | 2        | 0      | 0           | 0          |
| B. Bliss      | 35            | 0             | 4             | 0             | 3                 | 1                 | 0                 | 0                 | 38       | 1      | 4           | 0          |
| P. Bräutigam  | 45            | 0             | 1             | 0             | 4                 | 0                 | 0                 | 0                 | 49       | 0      | 1           | 0          |
| J. Böhme      | 2             | 0             | 1             | 0             | 0                 | 0                 | 0                 | 0                 | 2        | 0      | 1           | 0          |
| F. Eschler    | 7             | 0             | 0             | 0             | 1                 | 0                 | 0                 | 0                 | 8        | 0      | 0           | 0          |
| U. Fankhänel  | 36            | 0             | 4             | 1             | 3                 | 1                 | 0                 | 0                 | 39       | 1      | 4           | 1          |
| J. Gerlach    | 33            | 1             | 6             | 1             | 3                 | 0                 | 1                 | 0                 | 36       | 1      | 7           | 1          |
| O. Holetschek | 38            | 6             | 13            | 1             | 4                 | 0                 | 2                 | 0                 | 42       | 6      | 15          | 1          |
| C. Klee       | 31            | 5             | 5             | 1             | 3                 | 2                 | 1                 | 0                 | 34       | 7      | 6           | 1          |
| M. Kämpfe     | 2             | 0             | 0             | 0             | 0                 | 0                 | 0                 | 0                 | 2        | 0      | 0           | 0          |
| T. Ludwig     | 0             | 0             | 0             | 0             | 0                 | 0                 | 0                 | 0                 | 0        | 0      | 0           | 0          |
| T. Löhnert    | 15            | 1             | 3             | 0             | 3                 | 1                 | 0                 | 0                 | 18       | 2      | 3           | 0          |
| M. Molata     | 42            | 6             | 8             | 0             | 3                 | 0                 | 0                 | 0                 | 45       | 6      | 8           | 0          |
| J. Penzel     | 9             | 0             | 2             | 1             | 0                 | 0                 | 0                 | 0                 | 9        | 0      | 2           | 1          |
| C. Preuße     | 0             | 0             | 0             | 0             | 0                 | 0                 | 0                 | 0                 | 0        | 0      | 0           | 0          |
| J. Raab       | 4             | 2             | 1             | 0             | 0                 | 0                 | 0                 | 0                 | 4        | 2      | 1           | 0          |
| M. Röser      | 35            | 1             | 8             | 0             | 1                 | 0                 | 0                 | 0                 | 36       | 1      | 8           | 0          |
| B. Schneider  | 21            | 0             | 1             | 0             | 3                 | 0                 | 0                 | 0                 | 24       | 0      | 1           | 0          |
| O. Schreiber  | 40            | 9             | 9             | 1             | 2                 | 1                 | 0                 | 0                 | 42       | 10     | 9           | 1          |
| U. Szangolies | 40            | 5             | 7             | 2             | 4                 | 0                 | 0                 | 0                 | 44       | 5      | 7           | 2          |
| H. Weber      | 20            | 8             | 4             | 0             | 1                 | 0                 | 0                 | 0                 | 21       | 8      | 4           | 0          |
| J. Weißgärber | 1             | 0             | 0             | 0             | 0                 | 0                 | 0                 | 0                 | 1        | 0      | 0           | 0          |
| M. Wentzel    | 30            | 0             | 6             | 1             | 4                 | 0                 | 0                 | 0                 | 34       | 0      | 6           | 1          |
| A. Wittke     | 37            | 5             | 7             | 0             | 3                 | 1                 | 0                 | 0                 | 40       | 6      | 7           | 0          |
| M. Zimmermann | 2             | 0             | 0             | 0             | 0                 | 0                 | 0                 | 0                 | 2        | 0      | 0           | 0          |
| D. Čelić      | 22            | 0             | 3             | 0             | 3                 | 0                 | 0                 | 0                 | 25       | 0      | 3           | 0          |